# Coalición por El Bierzo
Coalición por El Bierzo (CB) es una federación de partidos española cuyo ámbito de actuación es la comarca de El Bierzo. De ideología bercianista, tiene como finalidad presentarse a las elecciones municipales y autonómicas del ámbito berciano, siendo su líder actual Iván Alonso, secretario general de CB y portavoz de CB en el Ayuntamiento de Ponferrada. 
- Partido integrados en Coalición por El Bierzo:[2][3]
  - Partido de El Bierzo
  - El Bierzo Existe
  - En la actualidad en todas las elecciones en las que el Partido Regionalista de El Bierzo no se presenta pide el voto para Coalición por El Bierzo.

## Ideología
Es una federación de ideología política de centro-derecha bercianista que aboga por recuperar la antigua provincia del Vierzo con unos poderes mayores que una diputación debido a su pasado como provincia en el siglo XIX y las características particulares de la región. El partido defiende la integración en El Bierzo de todas aquellas comarcas que fueron parte de la antigua provincia de El Bierzo y que hoy no lo son, como la comarca de Valdeorras, Villablino y algunas aldeas adyacentes de la comarca de La Cepeda en León. También abogan por poner en esta provincia como idiomas oficiales el dialecto berciano (mezcla entre gallego y asturleonés) y el español. También defienden que el Bierzo pase a ser una provincia y que tiene que haber un referéndum para decidir si esta provincia sigue siendo parte de Castilla y León o pasa a ser parte de Galicia.
Coalición por El Bierzo se define como: "Más allá de cualesquiera ideologías, la propuesta transformadora de Coalición por El Bierzo parte de un principio básico de actuación: ha llegado el momento de que los habitantes de este territorio, los bercianos, tomemos las riendas de nuestro propio destino y seamos los principales impulsores de las decisiones que afectan a El Bierzo, a su desarrollo y a su pervivencia y sostenibilidad como realidad territorial y humana. Ello también implica, por supuesto, que en adelante los bercianos tendremos que responsabilizarnos de nuestras propias decisiones. Pero lejos de darnos miedo, esa responsabilidad nos alienta y nos ilusiona, porque nos hace sabedores de que ello supondrá que somos los dueños de nuestro propio destino."
En 2023 CB pacta en el municipio de Ponferrada con las formaciones políticas PP y VOX en el ayuntamiento.

## Historia
Surgida en el año 2015, en las elecciones municipales de ese año esta federación se convirtió en la primera formación política bercianista en presentar candidaturas en la totalidad de los ayuntamientos de El Bierzo, así como en el lacianiego de Villablino. La coalición presentó 700 candidatos en 39 ayuntamientos y 111 pedanías.

## Elecciones

### Elecciones Municipales
| Año  | Votos | % (Prov. de León) | +/- pp | Concejales | +/-   |
| ---- | ----- | ----------------- | ------ | ---------- | ----- |
| 2015 | 7846  | 2,95%             | Nuevo  | 38/100     | Nuevo |
| 2019 | 6450  | 2,44%             | 0,51   | 25/100     | 13    |
| 2023 | 5255  | 2,15%             | 0,29   | 18/100     | 7     |

#### Elecciones de 2015
En su primera comparecencia electoral, en las elecciones municipales de 2015, Coalición por El Bierzo se convirtió en la tercera fuerza política en El Bierzo, obteniendo 7847 votos, logrando 39 concejales en 23 de los 39 municipios del Partido Judicial de Ponferrada (que incluye el municipio de Villablino), con el 10,02% de los sufragios y un Diputado Provincial, ganando en los Municipios de Balboa (mayoría absoluta) y Torre del Bierzo (mayoría relativa), y 2 consejeros comarcales de los 27 que componen el Consejo Comarcal de El Bierzo.

#### Elecciones de 2019
En las elecciones municipales de 2019 Coalición por El Bierzo sufrió una pérdida de peso institucional y de votos, pasando de 39 a 25 concejales, y de 7847 a 5587 votos, conservando, no obstante, los 2 concejales obtenidos en Ponferrada cuatro años antes, y posicionándose como primera fuerza en Torre del Bierzo, siendo éste el único municipio en el que logró hacerse en 2019 con el bastón de mando de la alcaldía, gracias al acuerdo alcanzado con Unión del Pueblo Leonés. Por otro lado, Coalición por el Bierzo consiguió conservar los 2 representantes que poseía en el Consejo Comarcal de El Bierzo, aunque perdió el diputado provincial logrado en 2015 en la Diputación de León.

#### Elecciones de 2023
En las elecciones de 2023 el partido más votado en Poferrada fue el PSOE, pero fue el PP quien obtuvo la alcaldía al obtener el apoyo de Vox y Coalición por El Bierzo.

### Elecciones autonómicas
| Año  | Votos | %     | +/- pp | Diputados | +/-   | Gobierno           |
| ---- | ----- | ----- | ------ | --------- | ----- | ------------------ |
| 2015 | 5024  | 0,37% | Nuevo  | 0/84      | Nuevo | Extraparlamentario |
| 2019 | 3725  | 0,27% | 0,10   | 0/81      | 0     | Extraparlamentario |
| 2022 | 2508  | 0,21% | 0,06   | 0/81      | 0     | Extraparlamentario |

#### Elecciones de 2015
En cuanto a las Elecciones Autonómicas del año 2015, en ellas Coalición por El Bierzo obtuvo 5024 votos (0,37% de Castilla y León).

#### Elecciones de 2019
En cuanto a las elecciones autonómicas celebradas ese mismo año, Coalición por el Bierzo obtuvo 3725 votos (0,27% del total autonómico).

#### Elecciones de 2022
En la elecciones autonómicas celebradas en febrero de 2022 Coalición por El Bierzo obtuvo 2508 votos, lo que supone el 0,21% del total de votos autonómicos.